# Vrbaški grad
Dokaze o postojanju naselja u banjolučkoj kotlini poslije doseljenja Hrvata, pored gradine u Kastelu, nalazimo tek u 13. stoljeću. Pored Zvečaja, Grebena i Bočca uz Vrbas bilo je i naselje zvano Vrbas, koje se u različitim dokumentima različito piše: Orbasz, Orbaz, Vrbaz, Urbaczu, Wrbaz,Orbaaz, Orbag, Orbacz i Orbaczag.

0 lokaciji Vrbaškoga grada postoje različita mišljenja. Lokaciju je teško odrediti iz više razloga: Istovremeno su postojala dva naselja na području današnje Banje Luke.
Postoje dva takva mjesta, koja bi se na temelju sličnosti imena mogla identificirati sa starim Vrbaškim gradom. Jedno je Vrbanja uz istoimenu rijeku, sijelo župe s istim imenom, nedaleko od Banje Luke. Drugo je Vrbaška, jugozapadno od Bos. Gradiške, u gornjem toku potoka Vrbaška, koji se ulijeva u Savu. Gledano etimološki, isključuje se Vrbanja kao mogući Vrbaški grad, jer svaka forma riječi Vrbas ima slovo 's', što nije slučaj s rječju Vrbanja. 

Ostaje mogućnost da je u pitanju Vrbaška. Ako bismo tu varijantu prihvatili kao vjerodostojnu, ostala bi nam velika nejasnoća u pogledu naselja u banjolučkoj kotlini. Naime, ako bi Vrbašku poistovjetili s gradom Vrbasom, tada bi nam ostala velika praznina i šutnja povijesti Srednjeg vijeka o naseljima u banjolučkom kraju. U svakom periodu povijesti područje današnje Banje Luke bilo je značajno, s većim naseljem. Uvijek su naselja u banjolučkoj kotlini bila dominantna u donjem toku Vrbasa, pa i mnogo široj oblasti. 

Ako bi grad Vrbas locirali uz Vrbašku, teško bi bilo shvatljivo da takva lokacija, na kojoj je današnja Banja Luka, samo kroz 12., 13., 14. i dijelom 15. stoljeća bude pusta. Dalje, da je Vrbaški grad bio u Vrbaškoj, moralo bi biti neko manje naselje u banjolučkoj kotlini. Moralo bi se za njega znati. Osim toga, po opisima Vrbaškoga grada uvijek se spominje važna prometnici u smjeru sjever — jug. Međutim, kod Vrbaške je važnija poprečna transferzala. 0 ubikaciji Vrbaškoga grada povijest će tek reći konačnu riječ. Dotle je ovo pitanje otvoreno. Ne podcjenjujući druga mišljenja, mi ovdje s vjerojatnošću usvajamo tvrdnju da je Vrbaški grad bio negdje na području Banje Luke.

Tragajući za eventualnom lokacijom Vrbaškog gradana području banjolučke kotline zapadamo u velike poteškoće, jer nije jasno, da li ga treba tražiti na mjestu današnjeg Gornjeg Šehera ili pri staroj tvrđavi. Najvjerojatnije je da su i tada bila dva naselja na tim lokacijama, od kojih je jedno činio kneževski grad, centar županije a drugo uz njega postojalo tako da se spominju oba naselja. Većina starijih povjesničara sklona je povjerovati da je prvotno naselje Vrbas bilo u Gornjem Šeheru. Na utoku Suturlije u Vrbas zamjećuju se ostaci starih gradskih ruševina. One »leže na uzvisini Cecelju, a tvore izbojak Ponir vrha i protežu se do Vrbasa. Još se vidi trag nekadašnjih serpentina. Po prilici 3 km daleko od današnje državne ceste nalaze se ruševine Vrbaškog grada. Kamenje je gradsko upotrebljavano, tako da se vide razdrobine zidina.
Prema jednoj varijanti ondje je stajao grad Orbasz, a njegovo podgrađe bijaše stari Orbasz — Vasarhely«. 

Narodna predaja te ruine naziva starim gradom, kako se doskora zvala i mahala u kojoj se te ruševine naziru. Kombiniranjem ovih pretpostavki mogu se dovesti u sklad obje tvrdnje. U periodu turskog nadiranja Vrbaški grad gubi svoju važnost a njegovu ulogu preuzima ojačana tvrđava, koja se formirala u već postojećem naselju u centru današnje Banje Luke. Neki donose mišljenje da je podgrađe Orbasz Vasarhely upravo to naselje, iz kojega se kasnije razvila Banja Luka, na obali Crkvene i Vrbasa.

Imajući sve ovo u vidu, ipak se teško može točno ustvrditi gdje se nalazio drevni Vrbaški grad. Sud valja suspendirati sve dotle, dok ne dobijemo dovoljno jasne povijesne podatke. Dotle se držimo pretpostavke da je Vrbaški grad bio tu negdje, na području Banje Luke ili Gornjeg Šehera.
Prvi spomen u vrbaškoj župi datira iz 1244. godine(13). Grad se kasnije spominje. Sigurno poznati izvor iz 1295. godine spominje Vrbaški grad — tvrđavu kao posjed slavonskog bana Radoslava. No to ne znači da Vrbaški grad i prije nije postojao. Vjerojatno je već početkom 11. stoljeća postojalo znatno naselje na području Banje Luke. U toku navedenog stoljeća spominje se vrbaška župa, njezin knez i suci, što pretpostavlja postojanje gradskog naselja. Vrbaški knez je ubirao prihode od trgovine na prelazu preko Save kod Bos. Gradiške, što pokazuje da pri Savi nije bilo značajnog naselja. Kako se nalazi da je za kneza Vrbaškoga grada prvotno birao netko od činovnika s mađarskog dvora, zaključuje se da je to bio kraljevski grad.

Sigurno znamo da je Vrbaški grad krajem 13. stoljeća imao jaku tvrđavu i podgrađe. Po veličini i značenju nadilazio je sve tadašnje gradove na prostoru današnje sjeverozapadne Bosne. Bio je to kneževski grad, sijelo županije, kasnije i vrbaškog distrikta. U drugoj polovici 14. stoljeća imao je i svoju novčanu valutu, što također govori o njegovom značenju.

## Političke prilike
Područje je na granici između Primorske i Panonske Hrvatske, a od 10. stoljeća je bilo izloženo i mađarskim provalama.Nakon 1102. godine.  sve Hrvatske zemlje između Drave i mora dolaze pod novog kralja, mađarske loze. Prilikom organiziranja banovina u 13. stoljeću, banjolučka kotlina je ušla u Slavonsku banovinu. Tada se spominje župa Vrbas, koja se graniči sa susjednim župama:
Zemljanik, Sana, Glaž i Vrbanja. Kako je zemljanička župa pripadala sredinom 13. stoljeća s većinom donjih kraja pripala bosanskoj banovini, vrbaška se nalazila u graničnom pojasu banovine Slavonije. Od svih tih župa vrbaška je bila najznačajnija, zahvaljujući ponajviše svome zgodnom položaju.
Njezin gospodar nosio je kneževski naslov te je bio veliki župan. U drugoj polovici 13 stoljeća je zabilježena samovolja velikaša na tom području. Tužba iz 1269. godine, 
u kojoj se navodi kako narod mnogo pati od »stalnih ispada susjednih velikaša i samog vrbaskog kneza i njegovih sudaca«. Posjedujući prijelaze na Savi, vrbaški knez je u svojim rukama držao i trgovinu, ubirući i od toga znatne prihode.
Godine 1274. vrbaška župa sa sanskom dolazi pod vlast kneza Janoša, sina Henrika Gisinga, jednog od najsilnijih velikaša tadašnjeg ugarsko-hrvatskog kraljevstva. Tek ovdje vidimo da vrbaška župa nije davana u nasljedstvo. Vrbaški grad je kratko vrijeme bio u vlasti Gisinga, jer oni su imali veliku oporbu domaćih velikaša, prije svih knezova Goričkih — Babonića. Na pomirenju Gisinga i Babonića 30. listopada 1280. godine u Ozlju spominje se Ivan Gising, s titulom magistra i župana Vrbasa i Sane. Magistar Ivan se spominje kao župan Vrbasa i naredne 1281. godine.

No Gisinzi se nisu dugo zadržali kao posjednici vrbaškoga grada, jer ubrzo ta obitelj gubi moć i posjede u krajevima oko Vrbasa i Sane. Godine 1285. spominje se vodički knez Radoslav, slavonski plemić, brat banova Dionisija i Stjepana III. kao gospodar Glaža, Vrbasa i Sane. To je u stvari velikaška
obitelj Babonića (prvotno Babonegi) u naponu svoje moći. Oni su se domogli i susjedne zemljaničke župe. 

Naime, bosanski ban Prijezda (1250 — 1287.) u posljednjoj godini svoga vladanja izdaje povelju iz koje se vidi da je jedan ogranak kuće Babonića imao svoje posjede u dolini rijeke Sane. Iz te kuće bio je spomenuti Stjepan III., ban čitave Slavonije u Prijezdino doba. Ban Prijezda udaje kćer Katarinu za Stjepanovog prvorođenca Ladislava i kao miraz daje mu župu Zemljanik u trajnu baštinu. Knez Radoslav, moćan i utjecajan zamjenjuje Stjepana III. na banskoj dužnosti, postavši 1292. godine banom čitave Slavonije. Suzbivši samovolju pojedinih velikaša (napose Gisinga) i mudro vodeći poslove, poboljšao je položaj pučanstva na svojim posjedima. U dinastičkim borbama za hrvatsko-ugarsko prijestolje igrao je ban Radoslav dvojaku ulogu. Čas je bio na jednoj, čas na drugoj strani. Jedno vrijeme otvoreno je pomagao napuljskog pretendenta za prijestolje Karla Martela, protiv kralja Andrije (1290 — 1301.). U spletu takvih okolnosti bilo je trenutaka, kada su se ljudi s njegovah posjeda međusobno borili, našavši se na stranama dvaju protivnika. Ovo potvrđuje sljedeći iskaz: »Tvrdislav i Blaž Grubačević
iz Vrbasa držali su Andrijinu stranu i osobito su se istakli u jednoj borbi protiv bana Radoslava Slavonskog, kraljevog protivnika, jurišajući na njegov vrbaski grad«. Dok je Radoslav više puta mijenjao strane i pred Karlom Martelom funkcionirao kao slavonski ban,  Andrija III. 1293.
godine imenuje svoju majku Tomasinu Morosini vojvotkinjom čitave Slavonije (ducissa totius Solavoniae). U studenom 1293. godine »odlikuje ona... Tvrdislava i Blaža, sinove Grubačeve iz Vrbaške županije u današnjoj Bosni, te im daje polovicu dohotka od prevoza na Savi kod Gradiške, a to za njihove zasluge, što ih bijahu stekli boreći se u svoje doba za kralja Andriju proti nevjernomu tada banu Radoslavu Baboniću, kojemu bijahu oteli njegov utvrđeni Vrbaški grad (Wrbazeu, kod današnje Banjaluke)«. U tim previranjima gubi se trag banu Radoslavu. Godine 1299. spominje se kao pokojni. Ipak su Babonići zadržali vrbašku župu u svojoj vlasti, jer su stali na Andrijinu stranu. Radi toga kralj Andrija III. 1299. godine po drugi put imenuje kneza Stjepana Babonića banom čitave Slavonije. Uz to, oprašta njemu i njegovim rođacima sve, »ali pod pogodbom da mu povrate nepravedno stečene gradove Susedgrad kod Zagreba, Vrbaški grad (kod današnje Banje Luke) i Glaški grad na međi banovine Usore«. No opet su Babonići bili u dosluhu s Napuljcima, ovaj puta s Karlom Robertom, drugim protivnikom kralja Andrije III. 

Kada je umro kralj Andrija III., došao je na hrvatsko-ugarsko prijestolje Karlo Robert (1301 — 1342.). Imao je u vidu Baboniće, premda su bili tako vjerolomni. Čini se da su u pravom trenu bili na pravoj strani. Poput prethodnika Andrije III. kralj Karlo Robart 1310. godine imenuje Stjepana
Babonića za bana čitave Slavonije, četiri godine kasnije tri brata (ban Stjepan, Ivan i Radoslav) međusobno dijele posjede. U toj diobi Ivan dobiva prihode donje Slavonije od Glaža, Vrbasa, Dubice i susjednih slavonskih oblasti. Ivan Babonić ujedinjuje sve slavonske posjede i obavlja dužnost bana čitave Slavonije u razdoblju 1312 — 1323. godine. U gradu Vrbasu boravi 23. rujana 1320. godine, gdje izdaje povelju Ladislavu, plemiću od Rakovca (mjesto na cesti Zagreb — Križevci). Ban Ivan stupa na čelo moćne koalicije velikaša protiv  Mladena II. Šubića, bana Hrvata i Bosne u razdoblju 1312 — 1322. godine. Vodeći vojsku velikaša pobijedio je Mladena kod Bliske 1322. godine i time skršio moć Šubića. Sljedeće godine odlazi na novu dužnost. Kako je sredio prilike u banovini Slavoniji, prema kraljevoj zapovijedi trebao je unijeti red i mir u ostale hrvatske oblasti. Vrbaški grad je još neko vrijeme bio u vlasti Babonića, koji se prozvaše Blagajskim, po Blagaju, kojeg su dobili u posjed. 

Kako se Vrbaški grad nije davao u nasljedstvo, čim je oslabila moć Babonića, počeo je mijenjati svoje gospodare. U tim previranjima 1359. godine Nelipići su dobili u posjed Vrbaški grad. Naime, te je godine ugarski kralj Ludovik I. Veliki (1342 — 1382.) imenovao cetinskog kneza Ivana Nelipića »županom Sane i Vrbasa«. No ne nalazimo da su Nelipići dugo bili gospodari Vrbaškoga grada. Njegovi gospodari su se i dalje mijenjali, kako su prilike zahtijevale. Situacija je bila veoma složena. Kada bi ojačala moć ugarskog kralja, on bi postavljao svoga čovjeka za gospodara Vrbaškoga grada. A kad bi se pojavio koji drugi pretendent za hrvatsko-ugarsko prijestolje, on bi postavljao svoga čovjeka za vrbaškog kneza. Tako je bilo i u vrijeme kralja Sigismunda (1387 — 1409.). Ladislav Napuljski je 1391. i 1392. godine radio na tome da mu preotme prijestolje. U listopadu 1392. godine Ladislav »podijeli plemiću Herku Matijeviću i braći njegovoj, zatim Ladislavu i Ostoji Mikšićima sela Lipovac i sv. Martin u župi Vrbasu; jednako darova toga dana braći Petru, Milošu, Dioniziju, Ivanu, Stjepanu i Vlahu, sinovima bosanskoga vojvode Pavla, više sela (Vojskovo) u župi Vrbasu«. Godine 1397. daruje kralj Sigismund Vrbaški grad grofu Hermanu Celjskom. Da li je to imenovanje ostalo samo nominalno i stvar neispunjenih želja, da li je Herman stvarno zaposjeo Vrbaški grad, teško je reći. Ako je stvarno to i učinio, svakako nije ga dugo držao u svojoj vlasti.

U narednim godinama sudbina Vrbaškoga grada veže se uz velikog vojvodu Hrvoja Vukčića — Hrvatinića i njegove posjede. Sigurno se zna da je 1398. godine Vrbaški grad bio u sklopu Hrvojevih posjeda, Donjih krajeva. U lipnju 1398. godine piše kralj Sigismund Trogiranima o Hrvoju kao kolaborantu s Turcima. Radi toga je odlučio povesti rat protiv Hrvoja. U istom pismu piše da će «... iz Dubice na Uni provaliti u Hrvojevu državu, koja je tad već obuhvaćala Vrbaški grad (Banju Luku) i tvrdi grad Kozar (Kozarac)«. Negdje u srpnju provalio je kralj Sigismund u Hrvojeve posjede. Sigismundov tabor stoji negdje »in descensu camstri prope villam Orbasz —Vasarhely«. Thaloczy govori o junačkoj obrani grada Vrbasa. Kralj nije uspio osvojiti Vrbaški grad, niti je dalje napredovao. Odlučio se na povratak. Jedanaest dana kasnije bio je u Moslavini a 15. listopada u Iloku. U protunavali vojvoda Hrvoje zaposjeda i duhačku župu. Tako je zakratko otrgao od slavonske banovine krajeve južno od Save.

U diplomatskim spisima spominje se Vrbaški grad. Kako je u Hrvojevim rukama, slovi kao grad, na koga pretendira kralj da ga vrati u svoj posjed. U srpnju 1402. godine javlja fra Emerik Bubek, dubički prior i župan kralju Sigismunda, da je izvršio neke poslove za njega, što mu je naredio još 1398. godine. Poslove je obavio »sub castro Orbas«. U Sigismundovoj vojni na Bosnu 1405. godine ratovalo se na Bihaću i Usori. Čini se da nije bilo borbi u dolini Vrbasa, jer je treća kraljeva vojska statirala na Savi kao pričuva. No dvije godine kasnije kralj Sigismund prodire dolinom rijeke Bosne i 11. rujna bio je blizu Bobovca. Istovremeno, druga kraljeva vojska nadire dolinom Vrbasa. Vode je erdeljski vojvoda Lack de Zantho i Johannes Henrici de Thamasy. Dne 5. listopada stajala je ta vojska negdje u dolini Vrbasa (»in descensu nostro campestri iuxta fluvium Vrbas«. U to vrijeme nalazimo ljude iz Vrbaškoga grada u službi vojvode Hrvoja. Neki od njih bili su toliko ugledni i moćni, da su dospjeli na visoke položaje.

Hrvoje je 1404. godine namjestio u gradu Splitu za kneza vjernog Petricu Jurjevića od Vrbasa, koji je preko pet godina vršio tu službu
(»Conte Petriza Jurgevich de Verbas«. Dok je bio na toj službi, nagradio ga je Ladislav Napuljski, što svjedoči sljedeći iskaz: »U Splitu bio je knezom Hrvojev pouzdanik, po imenu Petrica Jurjević (Georgij) od Vrbasa. Taj se oženio plemenitom djevojkom Pelegrinom, jedinicom nakon smrti plemića Mateja de Cegis. Budući da se ze plemenštinu njezinu u selu Radošiću blizu grada Klisa otimao neki Toma Kurjatić... obratio se spomenuti Petrica na kralja Ladislava. Taj opet zapovjedi 23. ožujka 1407. hercegu i vikaru svomu Hrvoju da rečenu plemenštinu doznači knezu Petrici Jurjeviću u ime miraza njegove supruge, što je Hrvoje 23. rujna najpripravnije i učinio«. Godine 1408. krali Sigismund poduzima novi pohod na Bosnu. Dobio je odlučnu bitku kod Dobora, zarobio i pobio mnogo hrvatske bosanske vlastele, zarobivši i samog bosanskog kralja Tvrtka II., kojega je odveo u Budim. Time je privremeno
obezglavio hrvatsko kraljevstvo u Bosni. Čini se da tada nije bilo borbi na Hrvojevim posjedima. Nakon tih događaja vojvoda Hrvoje se miri s kraljem Sigismundom, koji mu potvrđuje njegove posjede.